# Hans-Joachim Schoeps
Hans-Joachim Schoeps (n. 30 ianuarie 1909, Berlin, Imperiul German – d. 8 iulie 1980, Erlangen, RFG) a fost un istoric al religiilor și filosof al religiei național-conservator germano-evreu. El a fost profesor și titular al catedrei de Istoria credințelor și religiilor de la Universitatea din Erlangen.

## Biografie

### Familia
Tatăl lui Hans-Joachim Schoeps, Julius Schoeps, s-a stabilit ca medic practician la Berlin. Mama lui, Käthe, născută Frank (1886-1944), era originară din Brandenburg. Din căsătoria lui Hans-Joachim Schoeps, bisexual autodeclarat, cu Dorothee Busch (1915-1996), s-au născut doi copii: Julius H. Schoeps și Manfred Schoeps. Hans-Joachim Schoeps a avut un frate mai mic. Ambii au fost educați într-un spirit prusac, o atitudine pe care a aprofundat-o și apărat-o pe tot parcursul vieții sale.

### Studii
Schoeps a studiat filozofia religiei, istoria științei și literatura la universitățile din Berlin, Marburg, Heidelberg și Leipzig. În timpul studiilor sale, el s-a alăturat organizației germane Bündische Jugend, unde i-a întâlnit, printre alții, pe Hans Blüher și Friedrich Kreppel.
În 1932 a obținut un doctorat în filozofie la Universitatea din Leipzig sub conducerea lui Joachim Wach, cu teza Geschichte der jüdischen Religionsphilosophie in der Neuzeit.

### Începutul activității politice
Din anii 1920 Schoeps s-a simțit legat de ideile și scopurile Revoluției Conservatoare și mai ales de socialismul prusac. 
El i-a avut ca profesori și colegi pe
| - Hans Blüher - Wolfgang Frommel - Stefan George - Ernst Rudolf Huber - Ernst Jünger | - Jochen Klepper - Arthur Moeller van den Bruck - Ernst Niekisch - Otto Petras - Georg Quabbe | - Carl Schmitt - Oswald Spengler - Wilhelm Stapel - Otto Strasser - Hans Zehrer |

### Activitatea național-socialistă
În februarie 1933 Schoeps a fondat asociația „Der deutsche Vortrupp. Gefolgschaft deutscher Juden”, care favoriza național-socialismul și dorea să-i integreze pe evreii naționaliști în național-socialism și a condus-o până în 1935. Schoeps a scris în revista Der Vortrupp: „Național-socialismul salvează Germania de la ruină; astăzi, Germania se confruntă cu o reînnoire națională a poporului”. El a cerut o „accelerare a separării absolut necesare între evreii germani și evreii negermani și strângerea tuturor evreilor germani sub o singură conducere autoritară, cu abandonarea pe cât posibil a vechilor organizații”.

### Viața în cel de-al Treilea Reich și în exil
În 1933 a promovat examul de stat pentru predarea limbii germane, a istoriei și a filozofiei, dar, cu toate acestea, nu a fost admis în învățământ deoarece era evreu.
Încercările sale persistente de a-și construi o carieră în Germania național-socialistă au eșuat. A lucrat ca profesor particular și editor (Vortrupp-Verlag, Berlin) și a ținut prelegeri la Reichsbund jüdischer Frontsoldaten. Ziarul din exil Pariser Tageblatt din 29 iunie 1936 la descris pe Schoeps ca un „loialist hitlerist”. Datorită contactelor sale cu Ernst Niekisch și Otto Strasser, el a fost din ce în ce sub presiunea Gestapo-ului. Cu ajutorul Werner Otto von Hentig de la Ministerul de Externe a reușit să emigreze în Suedia în decembrie 1938. Părinții săi au rămas în Germania. Tatăl său a murit în ghetoul Theresienstadt și mama lui a fost ucisă la Auschwitz-Birkenau.

### După cel de-al Doilea război mondial
În exilul din Suedia, Schoeps a fost în mare măsură izolat ca om de știință din cauza vederilor sale „anti-democratice” și „național-germane”. El s-a întors în Germania în toamna anului 1946. În februarie 1947, a reușit pe baza publicațiilor anterioare și a manuscriselor nepublicate să devină doctor habilitat la Universitatea din Marburg. De atunci, a predat la Universitatea din Erlangen, mai întâi ca lector, apoi ca profesor la catedra ad personam de „istorie a credințelor și religiilor”, după ce și-a câștigat dreptatea în instanță. Începând din 1950 a fost profesor și director al seminarului de istorie a credințelor și religiilor al Universității din Erlangen. Printre studenții săi s-au aflat  Hellmut Diwald, Robert Hepp, Werner Maser, Günther Deschner, Sven Thomas, Frank și Hans-Dietrich Sander.

### Activitate monarhistă
Schoeps a fost monarhist din convingere și membru de onoare al Asociației Tradition und Leben. El a cerut restaurarea Prusiei în 1951 și a dorit să înființeze, împreună cu unii membri ai Bundestag-ului, a asociației Volksbund für die Monarchie, dar acest lucru nu s-a concretizat datorită publicării unui raport în revista Der Spiegel.
Încă la începutul anilor '60, Schoeps a scris că „o mare parte din ce a spus Oswald Spengler în cuvintele de încheiere ale scrierii Preußentum und Sozialismus este încă valabil”.

### Desființarea catedrei
Catedra de istorie a credințelor și religiilor a lui Schoeps, care a fost înființată ca un act de reparație, a fost desființată în timpul vieții sale. 

### Înmormântare
Schoeps a fost înmormântat în Noul cimitir israelit din Nürnberg.

## Premii
- 1969: Premiul Konrad-Adenauer al Fundației pentru Știință a Germaniei
- 1970: Ordinul de Merit Bavarez
- 1972: Medalia de Aur Freiherr-vom-Stein a Fundației Alfred Toepfer

## Lucrări

### Scrieri individuale și originale
- Geschichte der jüdischen Religionsphilosophie in der Neuzeit. Band 1.[17] Vortrupp Verlag, Berlin 1935.
- Jüdisch-christliches Religionsgespräch in 19 Jahrhunderten. Geschichte einer theologischen Auseinandersetzung. Vortrupp Verlag, Berlin 1937.
- Vorläufer Spenglers. Studien zum Geschichtspessimismus im 19. Jahrhundert (= Beihefte der Zeitschrift für Religions- und Geistesgeschichte. 1, ISSN 0514-650X). Brill, Leiden u. a. 1953.

- Gottheit und Menschheit. Die grossen Religionsstifter und ihre Lehren. Steingrüben-Verlag, Stuttgart 1950.
- Das andere Preussen. Vorwerk, Stuttgart 1952.
- als Herausgeber: Das war Preussen. Zeugnisse der Jahrhunderte. Eine Anthologie. Peters, Honnef 1955.
- Die letzten dreissig Jahre. Rückblicke. Klett, Stuttgart 1956 (Memoiren).
- Was ist und was will die Geistesgeschichte? Über Theorie und Praxis der Zeitgeistforschung. Musterschmidt, Göttingen u. a. 1959.
- Religionen. Wesen und Geschichte. Bertelsmann, Gütersloh 1961.
- Das Judenchristentum. Untersuchungen über Gruppenbildungen und Parteikämpfe in der frühen Christenheit (= Dalp-Taschenbücher. Bd. 376, ZDB-ID 2757126-9). Francke, Bern u. a. 1964.
- Barocke Juden, Christen, Judenchristen. Francke, Bern u. a. 1965.
- Preussen. Geschichte eines Staates. Propyläen-Verlag, Berlin 1966.
- Ungeflügelte Worte. Was nicht im Büchmann stehen kann. Haude u. Spener, Berlin 1971, ISBN 3-7759-0131-0.
- Deutschland droht die Anarchie. von Hase und Koehler, Mainz 1972, ISBN 3-7758-0833-7.
- Abschied von Deutschland. von Hase und Koehler, Mainz 1973, ISBN 3-7758-0849-3.
- Ja, Nein, und trotzdem. Erinnerungen, Erfahrungen und Begegnungen. von Hase und Koehler, Mainz 1974, ISBN 3-7758-0868-X.
- Auf der Suche nach einer jüdischen Theologie. Der Briefwechsel zwischen Schalom Ben-Chorin und Hans-Joachim Schoeps. Herausgegeben von Julius H. Schoeps. Jüdischer Athenäum-Verlag, Frankfurt am Main 1989, ISBN 3-610-00424-X.
- Der vergessene Gott. Franz Kafka und die tragische Position des modernen Juden. Herausgegeben und eingeleitet von Andreas Krause Landt. Landt-Verlag, Berlin 2006, ISBN 3-938844-02-7.

### Gesammelte Schriften
Gesammelte Schriften, hrsg. vom Moses Mendelssohn Zentrum für europäisch-jüdische Studien  în colaborare cu Manfred P. Fleischer, Hans-Joachim Hillerbrand, Friedrich Wilhelm Kantzenbach, Joachim H. Knoll și Gary Lease; editori: Julius H. Schoeps, Olms Verlag, Hildesheim ș.a. – Scrierile alese ale lui Hans-Joachim Schoeps conțin cele mai importante studii din domeniile creștinismului, istoriei, teologiei, iudaismului, istoria Prusiei și Germaniei, istoria credințelor din secolul al XVII-lea până în secolul al XX-lea.

#### Prima secțiune: Istoria religiilor
- Band 1: Jüdischer Glaube in dieser Zeit. Prolegomena zur Grundlegung einer systematischen Theologie des Judentums [Dissertation, 1932], Berlin: Philo-Verlag, 1932, 90 S.; Geschichte der jüdischen Religionsphilosophie in der Neuzeit. Berlin: Vortrupp-Verlag Schoeps, 1935, 132 S.; Jüdisch-christliches Religionsgespräch in neunzehn Jahrhunderten. Die Geschichte einer theologischen Auseinandersetzung. Frankfurt am Main: Atharva-Verlag, 1949, 158 S.; Mit einer Einleitung Hans-Joachim Schoeps als Religionshistoriker von Friedrich Wilhelm Kantzenbach, Hildesheim u. a. 1990, XX, 388 S., ISBN 3-487-09390-1
- Band 2: Theologie und Geschichte des Judenchristentums [1949], Hildesheim u. a. 1998, V, 526 S. ISBN 3-487-09391-X
- Band 3: Aus frühchristlicher Zeit [1950], Philosemitismus im Barock [1952], Symmachusstudien [1942], Hildesheim u. a. 1998, VIII, 320, 216, 93 S. ISBN 3-487-09392-8
- Band 4: Urgemeinde, Judenchristentum, Gnosis [1956], Paulus. Die Theologie des Apostels im Lichte der jüdischen Religionsgeschichte [1959], Hildesheim u. a. 1999, 88 und XII, 324 S. ISBN 3-487-09393-6
- Band 5: Vom himmlischen Fleisch Christi [1951], Das Judenchristentum [1964], Gottheit und Menschheit [1982], Hildesheim u. a. 2005, 421 S. ISBN 3-487-09394-4

#### A doua secțiune: Istoria credințelor
- Band 6: Das war Christian-Erlang [2., erw. u. überarb. Aufl. 1970], Vorläufer Spenglers [1953; 2., erw. Aufl. 1955], Was ist und was will die Geistesgeschichte [2. Aufl. 1970], Hildesheim u. a. 2000, XXI, 79, 98 und 141 S. ISBN 3-487-10865-8
- Band 7: Was ist der Mensch? Philosophische Anthropologie als Geistesgeschichte der neuesten Zeit [1960], Hildesheim u. a. 1999, 352 S. ISBN 3-487-10866-6
- Band 8: Studien zur unbekannten Religions- und Geistesgeschichte [1963], Hildesheim u. a. 2005, 355 S. ISBN 3-487-12977-9
- Band 9: Ein weites Feld. Gesammelte Aufsätze [1980], Hildesheim u. a. 2005, 403 S. ISBN 3-487-12978-7

#### A treia secțiune: Prusia – Germania
- Band 10: Unbewältigte Geschichte. Stationen deutschen Schicksals seit 1763. Mit einer Einleitung von Manfred P. Fleischer [1964], Hildesheim u. a. 2001, 33, 283 S. ISBN 3-487-11425-9
- Band 11: Preußen. Geschichte eines Staates [8. Aufl. 1968], Hildesheim u. a. 2001, 422 S. ISBN 3-487-11421-6
- Band 12: Der Weg ins deutsche Kaiserreich [1970], Hildesheim u. a. 2001, 322 S. ISBN 3-487-11426-7
- Band 13: Bismarck über Zeitgenossen – Zeitgenossen über Bismarck [1972], Hildesheim u. a. 2001, 418 S. ISBN 3-487-11427-5
- Band 14: Das andere Preußen. Konservative Gestalten und Probleme im Zeitalter Friedrich Wilhelm IV. [5., neubearb. Aufl. 1981], Hildesheim u. a. 2001, X, 312 S. ISBN 3-487-11428-3

#### A patra secțiune: Varia
- Band 15: Rückblicke. Die letzten dreißig Jahre (1925–1955) und danach [2. Aufl. 1963], Ja – Nein – und trotzdem. Erinnerungen – Begegnungen – Erfahrungen [1974], Hildesheim u. a. 2005, 243, 286 S. ISBN 3-487-12979-5
- Band 16: Ungeflügelte Worte. Was nicht im Büchmann stehen kann. 3. Aufl., Hildesheim u. a. 2005, 336 S. ISBN 3-487-12981-7